# La Mola de la Vila
El Paraje Natural Municipal La Mola de la Vila, con una superficie de 129,71 ha, se localiza en el término municipal de Forcall en la provincia de Castellón.

## Geografía
Este Paraje se caracteriza por un paisaje dominado por "muelas", elevaciones de considerable altitud con su parte superior plana y cuyos bordes forman abruptos acantilados.
La Mola de la Vila alcanza una altitud media que ronda los 920 metros, situándose su punto más alto en los 946,8 m. Su altitud y su situación estratégica sobre la confluencia de los ríos Bergantes, Caldes y Cantavieja (donde el nombre de la localidad, Forcall, parece derivar de su situación junto a la confluencia de estos tres ríos), hacen que constituya un privilegiado mirador de las tierras de la comarca de Los Puertos de Morella, proporcionando impresionantes panorámicas de este abrupto territorio, sobre todo del Valle del Bergantes, quedando fuera de toda duda el alto valor paisajístico de este paraje.

### Flora y fauna
La vegetación se caracteriza por la presencia de bosques de carrasca, donde ésta aparece acompañadas de especies como el boj, el roble valenciano, el serbal, el arce y el guillomo. La existencia en el paraje de cantiles rocosos, matorral y masas arboladas, permite la presencia de gran diversidad de fauna, destacando la presencia de la cabra montés. En cuanto a la avifauna nidificante destaca la presencia del buitre leonado con importantes poblaciones en la zona, del águila perdicera, o el azor. Merece destacarse también la herpetofauna presente en el paraje con especies como el sapo común, rana común, culebra bastarda y el lagarto ocelado, todas ellas incluidas como especies protegidas en el Catálogo Valenciano de Especies Amenazadas de Fauna.

## Protección y Patrimonio
- Fue declarado Paraje Natural Municipal por Acuerdo del Consejo de la Generalidad Valenciana de fecha 7 de octubre de 2005. (En este artículo se recoge texto del acuerdo (enlace roto disponible en Internet Archive; véase el historial, la primera versión y la última).).

- En lo referente al patrimonio histórico, citar la existencia del abrigo de la Mola de Sant Marc, de época prehistórica donde se han encontrado diversas herramientas retocadas en sílex.